# Русиново-Дубина (заказник)
Русиново-дубина — ботанічний заказник місцевого значення в Україні. Розташований біля села Сергіївка Гадяцького району Полтавської області.
Площа — 13,8 га. Створено згідно з Рішенням Полтавської обласної ради від 04.09.1995 року. Перебуває у користуванні Сергіївської сільської ради.
Охороняється ділянка засолених лук, високотравних боліт та вільшняків у заплаві річки Хорол з рідкісними та лікарськими рослинами. Тут зростають костриця східна, та осот їстівний та зміячка дрібноцвіта.
Місце посенення, розмноження, відтворення, тварин пов'язаних з водно-болотними угіддями. Трапляється 12 рідкісних видів фауни.